# Ernst von Döring
Ernst Hans Georg von Döring (urodzony 14 czerwca 1858 w Cismar, zm. 23 czerwca 1910) — niemiecki prawnik i urzędnik administracyjny, starosta (Landrat) powiatu Regenwalde.

## Kariera
- Syn komornika Heinricha von Döringa z Cismar
- Studiował prawo na Ruprecht-Karls-Universität Heidelberg
- W 1879 został członkiem Korpusu Vandalia Heidelberg[2]
- Po ukończeniu studiów wstąpił do pruskiej służby cywilnej
- W 1888 rozpoczął aplikację urzędniczą
- Do 1890 odbył aplikację urzędniczą w Rejencji szczecińskiej
- W 1893 został starostą powiatu Regenwalde
- Do śmierci w 1910 był starostą tego powiatu[3].